# Гартс-Контент
Гартс-Контент (англ. Heart's Content) — містечко в Канаді, у провінції Ньюфаундленд і Лабрадор.

## Населення
За даними перепису 2016 року, містечко нараховувало 340 осіб, показавши скорочення на 9,3%, порівняно з 2011-м роком. Середня густина населення становила 5,4 осіб/км².
З офіційних мов обидвома одночасно володіли 5 жителів, тільки англійською — 335.
Працездатне населення становило 45,8% усього населення, рівень безробіття — 11,1% (15,4% серед чоловіків та 0% серед жінок). 81,5% осіб були найманими працівниками, а 14,8% — самозайнятими.

## Клімат
Середня річна температура становить 4,9°C, середня максимальна – 19°C, а середня мінімальна – -10°C. Середня річна кількість опадів – 1 370 мм.
| Клімат поселення                              | Клімат поселення | Клімат поселення | Клімат поселення | Клімат поселення | Клімат поселення | Клімат поселення | Клімат поселення | Клімат поселення | Клімат поселення | Клімат поселення | Клімат поселення | Клімат поселення | Клімат поселення |
| Показник                                      | Січ.             | Лют.             | Бер.             | Квіт.            | Трав.            | Черв.            | Лип.             | Серп.            | Вер.             | Жовт.            | Лист.            | Груд.            |                  |
| Середній максимум, °C                         | 0,18             | −0,58            | 2,38             | 6,58             | 10,87            | 15,21            | 18,30            | 18,99            | 15,14            | 10,50            | 6,21             | 1,45             |                  |
| Середня температура, °C                       | −4,52            | −5,28            | −2,31            | 1,87             | 6,18             | 10,51            | 15,23            | 15,93            | 12,09            | 7,45             | 3,15             | −1,59            |                  |
| Середній мінімум, °C                          | −9,22            | −9,96            | −7,03            | −2,81            | 1,49             | 5,81             | 12,17            | 12,89            | 9,03             | 4,39             | 0,11             | −4,65            |                  |
| Норма опадів, мм                              | 124              | 114              | 104              | 104              | 94               | 99               | 96               | 92               | 131              | 148              | 134              | 130              |                  |
| Середньомісячна швидкість вітру, м/с          | 7.46             | 7.02             | 6.68             | 6.14             | 5.50             | 5.16             | 5.00             | 5.03             | 5.57             | 6.24             | 6.74             | 7.33             |                  |
| Середньомісячна сонячна радіація, кДж/м²·день | 3878             | 6680             | 10571            | 13965            | 17209            | 19124            | 19018            | 15981            | 11961            | 7105             | 4063             | 2984             |                  |
| --------------------------------------------- | ---------------- | ---------------- | ---------------- | ---------------- | ---------------- | ---------------- | ---------------- | ---------------- | ---------------- | ---------------- | ---------------- | ---------------- | ---------------- |
| Джерело:                                      |                  |                  |                  |                  |                  |                  |                  |                  |                  |                  |                  |                  |                  |